# 日石寺
日石寺（にっせきじ）は、富山県中新川郡上市町にある真言密宗大本山の寺院。山号は大岩山（おおいわさん）で、山号から「大岩不動」の通称で知られる。別名・金剛不壊寺。

## 概要
寺伝では神亀2年（725年）、行基（ぎょうき）の開基と伝える。本尊は大岩壁面に刻まれた、磨崖仏の不動明王像で国の重要文化財に指定されている。岩壁に刻まれた磨崖仏に覆いをかける形で本堂が建造されているため、磨崖仏の保存状態は良い。三重塔と山門は町指定文化財。参道には名物のそうめんを売る店が多く並び、賑わっている。
また、一切衆生の六欲・根本煩悩を断つとされる、6つの龍頭から流れ落ちる六本瀧（ろっぽんだき）は、寒修行の場でもあり、毎年大寒には多くの人が参詣し、滝に打たれている。
「劔岳 点の記」の映画撮影の際には撮影提供を行った。

## 文化財
国の重要文化財
- 大岩日石寺磨崖仏

不動明王二童子像（当寺の本尊）、阿弥陀如来像、僧形像の5体を凝灰岩の巨岩に半肉彫りで彫り出した磨崖仏。1961年（昭和36年）に国の重要文化財に指定されている。不動明王像の像高は約2.8メートル。左右に矜羯羅童子（こんがらどうじ）像、制吒迦童子（せいたかどうじ）像、阿弥陀如来坐像、僧形坐像（伝・行基像）が半肉彫りで彫り出されている。不動明王二童子像は平安時代後期の作で、阿弥陀如来坐像、僧形坐像は後年になって追刻されたものと思われる。建武2年（1335年）、不動堂が大風で倒壊した際に大破し、康永元年（1342年）に修理されているが、各像とも根幹部分は造像当時のまま。室町時代に上杉勢の兵火に遭い、また解体修理工事中の1967年（昭和42年）7月23日に本堂が火事に遭い仁王門・三重塔を除き焼失したが（不動堂は昭和43年文化財保存施設事業として再建され、1978年（昭和53年）7月23日に全山復興記念大法会が催された。観音堂は1996年（平成8年）に再建されている）、磨崖仏はほとんど損傷をうけることなく今日まで残っている。
国の史跡
1930年（昭和5年）7月8日、磨崖仏のある巨岩所在地一帯は「大岩日石寺石仏」として国の史跡に指定された。管理者は日石寺である。
町指定有形文化財
- 山門[3]
- 三重塔[2]
  - 壁がなく中が丸見えの構造になっている。これは建造時に財政難に陥り壁を省略したためと言われているが、それがこの棟の特徴になっている。[2]

町指定天然記念物
- 大岩山日石寺のチャンチン[10]

## 所在地と交通
- 大岩山日石寺（大岩不動尊）　富山県中新川郡上市町大岩163

富山地方鉄道上市駅→町営バス大岩行きで20分、終点下車、徒歩1分（1日5便）
北陸自動車道滑川IC　4km（10分）